# Караїмське жіноче училище для дівиць
Караїмське жіноче училище для дівиць — початковий навчальний заклад для караїмок в Євпаторії, що було відкрито 1865 р. Проте, до нього не лише караїмок, але і всіх бажаючих. Навчання було платним. Викладали Закон Божий, російську мову, історію, арифметику, географію, чистописання, малювання, рукоділля; факультативно: французьку і грецьку мови, музику.
В училищі було два основних і один підготовчий клас. У підготовчому класі навчання коштувало 25 рублів на рік, в інших — по 60. За навчання музиці у всіх класах додатково бралися 25 рублів.
На перших порах караїми неохоче віддавали дівчаток на навчання, тому доглядач училища звернувся в Караїмського духовного правління з проханням вплинути на батьків-караїмів, щоб в перший рік направити в училище більше учениць — це дозволило училищу назавжди залишитися в Євпаторії і жінкам отримувати гідну освіту.